# Alvin Norge

Alvin Norge est une série de bande dessinée d'aventure et de science-fiction réalisée seul par le Belge Christian Lamquet .

## Synopsis
Alvin Norge est un hacker talentueux et repenti. Sa vie bascule lorsque l'un de ses anciens virus, qui prend l'apparence d'une héroïne de l'un des jeux vidéo qu'il a réalisés, prend d'assaut tous les systèmes informatiques de la planète. On se rend rapidement compte que cette opération a été orchestrée par Nathan Burcley, génial chef d'entreprise, inventeur d'une puce révolutionnaire. C'est le début d'une longue série d'aventures à mi-chemin entre réalité et virtualité. Alvin Norge est accompagné dans ses aventures par Olga, sa petite amie, immigrée biélorusse, et par l'agent Chu du FBI, son ex.

## Albums
- Le Lombard, collection « Troisième vague » :

1. @enfer.Zcom (2000)
2. Morphing Amer (2001)
3. Lucyber (2002)
4. Shangaï hypothèse (2003)
5. Quantum (2005)

Le 4e plat du tome 5 annonce un tome 6 intitulé Nano Paradise. En 2009, Lamquet annonçait travailler dessus. À l'été 2011, il annonce l'avoir renommé Welcome to Deeptown et envisage une sortie en 2013. En 2020, ce volume n'est toujours pas sorti.